# 22 квітня
22 квітня — 112-й день року (113-й у високосні роки) в григоріанському календарі. До кінця року залишається 253 дні.

## Свята і пам'ятні дні

### Міжнародні
- ООН: Міжнародний день Матері-Землі

### Національні
- Іспанія: День королеви Ізабелли.
- Сербія: День пам'яті жертв Голокосту.
- США: Національний день жувального мармеладу. День Оклахоми.

### Релігійні

#### Християнство
- День Святого Ґая

Православні:
- Преподобного Феодора Сикеота, єпископа Анастасіупольського.
- Апостолів Нафанаїла, Луки та Климента.
- Преподобного Віталія.

### Іменини
✙ Православні: Теодор, Віталій
✝  Католицькі:

## Події

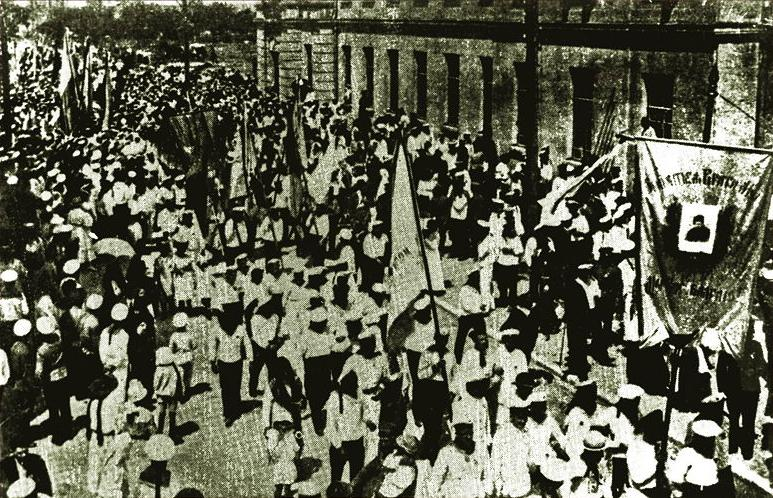
Патріотична маніфестація моряків українського Чорноморського флоту в Севастополі, кінець квітня 1918 р.

- 1370 — за наказом французького короля Карла V закладений перший камінь у фундамент фортеці Бастилія.
- 1500 — експедиція португальця Педру Алваріша Кабрала першою з європейців досягла берегів Бразилії і проголосила її власністю Португалії.
- 1760 — на одному з музичних вечорів у Лондоні пройшов дебют роликових ковзанів. Юний музикант-бельгієць вкотився в зал на винайденому ним засобі пересування зі скрипкою в руках і не встиг вразити присутніх своєю майстерністю, як урізався в дзеркало.
- 1838 — вперше пароплав перетнув Атлантичний океан. До нью-йоркської гавані пришвартувалося англійське судно «Сіріус». На шлях від Саутгемптона до Нью-Йорка він витратив 18 днів і 10 годин, і лише на декілька годин випередив конкурента — пароплав Брунеля «Грейт Вестерн», який вийшов у море на чотири дні пізніше.
- 1915 — біля бельгійського міста Іпр німці вперше здійснили вдалу газову атаку (хлор).
- 1918 — Кримська група Армії УНР під командуванням Петра Болбочана, виконуючи таємний наказ уряду УНР — випереджаючи німецькі війська, захопити Крим, взяла Джанкой, а 24 квітня — Сімферополь
- 1921 — міська влада Чикаго ухвалила рішення штрафувати на суму від 10 до 100 доларів жінок, які з'являтимуться на вулицях у коротких спідницях і з оголеними руками.
- 1922 — у місті Подєбради (Чехословаччина) відкрита Українська господарська академія (з 1932 — Технічно-господарський інститут).
- 1943 — Альберт Гофманн робить перше повідомлення про галюциногенні властивості ЛСД.
- 1952 — 35 мільйонів американців стали свідками прямого репортажу з місця випробувань ядерної бомби в штаті Невада.
- 1954 — СРСР вступив до ЮНЕСКО.
- 1965 — ухвалено рішення про створення в Києві радіостанції «Промінь».
- 1967 — гурт «Pink Floyd» уперше потрапив в англійський хіт-парад з піснею «Arnold Layne».
- 1967 — у Греції шляхом збройного перевороту до влади прийшла хунта «чорних полковників».
- 1968 — СРСР, Велика Британія і США підписали в Москві Угоду про порятунок космонавтів, повернення космонавтів, повернення об'єктів, запущених у космічний простір.
- 1969 — у Г'юстоні вперше проведена вдала операція з трансплантації людського ока.
- 1970 — У США вперше у світі відбулося святкування Дня Землі.
- 2004 — оголосили про свій розпад Orbital, прощання групи з публікою відбулося на фестивалі Glastonbury.
- 2004 — у КНДР неподалік від кордону з Китаєм біля залізничного вокзалу зіткнулися два поїзди. Один з них перевозив бензин, а другий — вибухонебезпечні речовини. Внаслідок зіткнення загинуло до 3000 осіб, вщент знищене й приміщення вокзалу.
- 2007 — прем'єра в Україні серії «Love's Labours Lost in Space» мультсеріалу Футурама.

## Народились
Дивись також Категорія:Народились 22 квітня
- 1658 — Джузеппе Тореллі, італійський композитор, скрипаль, альтист, педагог. Брат художника Феліче Тореллі.
- 1692 — Джеймс Стірлінг, шотландський математик.
- 1707 — Генрі Філдінг, англійський письменник, один із засновників європейського реалістичного роману.
- 1724 — Іммануїл Кант, німецький філософ («Критика чистого розуму»).
- 1776 — Жермена де Сталь, французька письменниця.
- 1834 — Планте Гастон, французький фізик, який винайшов перший свинцевий акумулятор.
- 1854 — Анрі Лафонтен, бельгійський юрист, голова Міжнародного бюро миру (1907-1943), лавреат Нобелівської премії миру 1913 року.
- 1870 — Володимир Ленін, лідер російських більшовиків, революціонер, один із ініціаторів та організаторів червоного терору.
- 1887 — Гаральд Бор, данський математик.
- 1891 — Гарольд Джеффріс, англійський геофізик, метеоролог, астроном, математик і статистик.
- 1899 — Григорій Довженко, український художник-монументаліст.
- 1904 — Роберт Оппенгеймер, американський фізик, творець атомної бомби.
- 1922 — Чарльз Мінґус, американський джазовий контрабасист, композитор і правозахисник. Посмертний лауреат премії Греммі в номінації «за життєві досягнення» (1997).
- 1926 — Юрій Фастенко, український художник, майстер станкового та монументально-декоративного живопису, станкової графіки.
- 1928 — Володимир Шинкарук, український філософ, президент товариства «Знання» України.
- 1937 — Джек Ніколсон, американський актор, сценарист, режисер і продюсер («Політ над гніздом зозулі», «Бетмен»).
- 1944 — Стів Фоссетт, американський мільярдер, авіатор, мореплавець, мандрівник.
- 1956 — Наталія Сумська, українська акторка («Роксолана 2. Кохана дружина Халіфа», «Злочин з багатьма невідомими»).
- 1957 — Дональд Туск, прем'єр-міністр Польщі (2007—2014), Голова Європейської Ради (2014—2019).
- 1974 — Василь Вірастюк, український стронґмен, володар титулу «Найсильніша людина світу — 2004».
- 1974 — Шаво Одадж'ян, басист вірмено-американської альтернативної метал-групи «System of a Down» і учасник групи Achozen.
- 1982 — Кака, бразильський футболіст, «Золотий м'яч»-2007 і найкращий футболіст світу-2007.

## Померли
Дивись також Категорія:Померли 22 квітня
- 296 — Гай, двадцять восьмий папа Римський.
- 536 — Агапіт I, п'ятдесят сьомий папа Римський.
- 835 — Кукай, японський монах, засновник буддистської школи Сінґон-сю в Японії.
- 1778 — Джеймс Гарґрівз, англійський винахідник прядильної машини.
- 1833 — Річард Тревітік, англійський винахідник, конструктор перших паровозів.
- 1884 — Марія Тальоні, італійська балерина, балетмейстер, педагог.
- 1892 — Едуар Лало, французький композитор.
- 1933 — Генрі Ройс, англійський інженер і підприємець, співзасновник компанії «Rolls-Royce».
- 1942 — Дмитро Жудін, український художник.
- 1945 — Кете Колльвіц, видатна німецька художниця, графік і скульптор.
- 1984 — Ансель Адамс, фотограф.
- 1994 — Річард Ніксон, 37-й президент США, 36-й віцепрезидент США.
- 1998 — Вадим Гетьман, український політик.
- 2003 — Юрій Войнов, радянський і український футболіст і футбольний тренер.
- 2006 — Аліда Валлі, італійська акторка.
- 2011 — Чьон Сай Хо, гонконгський футболіст, автор одного з найшвидших голів в історії футболу.